# José Miguel Bort
José Miguel Bort Ruiz es un juez español que ganó notoriedad por su participación en casos legales de gran relevancia en España. Dos de los casos más relevantes en los que estuvo involucrado fueron el caso Alcácer y el caso de paternidad de Julio Iglesias.
En el caso Alcácer, Bort Ruiz fue el juez encargado de la investigación desde el hallazgo de los cadáveres de las tres jóvenes desaparecidas. Durante su labor, coordinó las acciones legales para esclarecer los hechos y llevar a los responsables ante la justicia. Sin embargo, en 1996, solicitó un traslado sin que se conocieran públicamente los motivos detrás de esta decisión.
En el caso de paternidad de Julio Iglesias, el juez Bort Ruiz resaltó un «parecido físico muy obvio» entre el cantante y Javier Sánchez Santos, quien reclamaba ser su hijo biológico. Este parecido físico fue un elemento relevante considerado en la investigación judicial para determinar la veracidad de la afirmación de Sánchez Santos.